# Hans Wallner (Skispringer)
Hans Wallner (* 29. April 1953 in Feistritz an der Gail in Kärnten) ist ein ehemaliger österreichischer Skispringer.

## Werdegang
Das Springertalent des zweisprachigen Vereins Sportverein Achomitz/Športno drustvo Zahomec wurde vom damaligen Vereinstrainer Franz Wiegele und den ÖSV-Trainern Bubi Bradl und Baldur Preiml entdeckt. Bubi Bradl hatte 1969 den damals 16-jährigen Hans Wallner ins Österreichische Nationalteam geholt. Baldur Preiml war es dann, der Wallner & Co. zur Weltspitze führte und für ein „rotweißrotes Springerwunder“ sorgte. Wallner gehörte zu den „Achomitzer Adlern“ mit Karl Schnabl, Hans Millonig und Sepp Gratzer, die in den 1970er-Jahren hervorragende Leistungen erzielten. So besiegten Wallner, Schnabl und Millonig bei der 23. Vierschanzentournee (1974) alle anderen Springer. Bei den Olympischen Winterspielen 1976 in Innsbruck erreichte Wallner den 6. Platz auf der Großschanze.
Beim feierlichen Empfang in seiner Heimatgemeinde kam es zu einem Eklat durch deutschnationale Kreise, welche die deutsch-slowenischsprachige Feier durch Pfiffe, Zwischenrufe und Abschalten des Mikrofons stören wollten.

## Österreichisches Skisprungwunderteam
1975 war Baldur Preiml Cheftrainer des ÖSV-Teams geworden. Mit ihm kam der Erfolg. In rasantem Tempo wurde die Konkurrenz überholt und Österreich hatte mit Toni Innauer, Karl Schnabl, Alois Lipburger, Willi Pürstl, Reinhold Bachler, Hans Millonig, Edi Federer, Alfred Pungg, Rudi Wanner, Walter Schwabl und Hans Wallner mehr als zehn Skispringer, die urplötzlich mitten in der Weltspitze agierten. Über Nacht war Österreich zur Skisprungnation Nummer eins mutiert.
Gleich 15 Jahre gehörte Hans Wallner diesem „Wunderteam“ an. Ihn zeichnete vor allem Beständigkeit aus. Denn immerhin war Wallner in all diesen Jahren in der Endabrechnung immer unter den Top Ten der Welt zu finden. Als seinen größten Erfolg bezeichnet der Feistritzer den Mannschafts-Vizeweltmeistertitel, den er mit seinen Teamkollegen Armin Kogler, Hubert Neuper und Andreas Felder bei den Nordischen Skiweltmeisterschaften 1982 in Oslo gewinnen konnte.

## Karriereende und Neuanfang
1984 beendete Wallner seine sportliche Laufbahn. Wallner hält heute noch den Rekord, mehr als 20 Jahre im A-Kader gesprungen zu sein. Danach trainierte Wallner die italienische Skisprung-Nationalmannschaft.
Noch vor Beendigung seiner aktiven Skispringerlaufbahn hatte er mit dem Modellfliegen eine neue Leidenschaft entdeckt. Schon 1983 begann er die ersten Flugmodelle selbst zu bauen. Er hat sich auch in dieser Sportart schon einen internationalen Namen gemacht.
Beruflich war Hans Wallner bis zur Pensionierung 2016 Angestellter des Landeskrankenhauses Villach.

## Erfolge

### Weltcup-Platzierungen
| Saison  | Platz | Punkte |
| ------- | ----- | ------ |
| 1979/80 | 10.   | 087    |
| 1980/81 | 07.   | 127    |
| 1981/82 | 22.   | 049    |
| 1982/83 | 14.   | 085    |
| 1983/84 | 37.   | 021    |

## Platzierungen
- Olympische Winterspiele 1976: 6. Platz auf der Großschanze
- Weltmeisterschaften 1982: 2. Platz im Mannschaftsbewerb
- Skiflug-Weltmeisterschaft 1975: 5. Platz
- Vierschanzentournee: 6. Platz 1980/81
- Sapporo 15. Februar 1981: 1. Weltcupsieg
- Europacup 1982: Gesamtsieger
- Skiflug Oberstdorf 1976: 3. Platz

## Auszeichnungen
Hans Wallner wurde im Jahr 1981 vom Sportpresseklub Kärnten zum „Kärntner Sportler des Jahres“ gewählt.